# Egon Ranzi
 Egon Ranzi (* 3. März 1875 in Wien; † 25. Juni 1939 ebenda) war ein österreichischer Chirurg und Hochschullehrer in Wien und Innsbruck.

## Leben
Als Sohn eines Südtiroler Rechtsanwalts besuchte Ranzi das Schottengymnasium in Wien. Von 1893 bis 1899 studierte er Medizin an der Universität Wien. Schon vor dem Examen und der Promotion (1899) arbeitete er bei Carl Toldt in der Anatomie. Um die Jahrhundertwende war er Assistent im Garnisonsspital I und bei Anton Weichselbaum in der Pathologie. 1902 begann er (wie Hans von Haberer und später Burghard Breitner) die chirurgische Ausbildung bei Anton Eiselsberg. 1909 habilitiert und seit 1912 a.o. Professor, wurde er 1919 zum Vorstand der I. Chirurgischen Abteilung der Rudolfstiftung in Wien gewählt.
1924 erhielt er den Ruf auf den Lehrstuhl der Universität Innsbruck. 1929/30 war er Dekan der Medizinischen Fakultät.
1932 wurde er in Wien Nachfolger seines Lehrers Eiselsberg. 1937 wurde er zum Leiter der Reichsorganisation österreichischer Ärzte gewählt. Auch wurde er Dekan der Medizinischen Fakultät. Im autoritären Ständestaat wurde er als Vertreter der freien Berufe in den Bundeswirtschaftsrat berufen.
Sofort nach dem „Anschluss Österreichs“ (12. März 1938) wurde Ranzi für sechs Wochen im Polizeigefangenenhaus Elisabethpromenade inhaftiert. Die kommissarische Leitung der Klinik übernahm Leopold Schönbauer. Wenig später wurde er im Alter von 64 Jahren von den Nationalsozialisten in den  Ruhestand gedrängt, sein Nachfolger als Dekan wurde Eduard Pernkopf. Im Jahr darauf starb er an einem Nierenleiden.

## Schriften (Auswahl)
- Ein Fall von Trichobezoar des Magens. In: Verhandlungen Deutscher Naturforscher und Ärzte. Band II, 2. Hälfte. F. C. W. Vogel, Leipzig 1905.
- mit Hans Eppinger junior: Die hepato-lienalen Erkrankungen (Pathologie der Wechselbeziehungen zwischen Milz, Leber und Knochenmark). Springer, Berlin 1920
- mit Julius Tandler: Chirurgische Anatomie und Operationstechnik des Zentralnervensystems. Springer, Berlin 1920
- Paul Clairmont, Wolfgang Denk, Hans von Haberer, Egon Ranzi: Lehrbuch der Chirurgie, Anton von Eiselsberg gewidmet von seinen Schülern, 2 Bände. Springer, Wien 1930